# Michael Greiner
Michael Greiner (Vienna, 1798 – Aquisgrana, 11 settembre 1862) è stato un tenore e attore teatrale austriaco. Fu pure direttore di teatro a Dessau e Aquisgrana.

## Biografia
Greiner era il figlio di un orologiaio. Già durante la scuola apparve il suo talento artistico e quindi frequentò per tre anni l'Accademia d'arte della sua città natale. Era però questa la scelta della famiglia, e non la sua.
Fecce suoi esordi in varie compagnie teatrali per piccoli recital di canto in cerchi privati. Ebbe successo in ruoli comici, mentre voleva sviluppare il suo modo di cantare. Greiner prese lezioni di canto e poté prendere parte alla cerimonia nel 1822 in occasione della riapertura del teatro in Josefstadt. Cantò così ne La consecrazione della casa (Die Weihe des Hauses), sotto la direzione del compositore stesso, Ludwig van Beethoven.
Fino al 1829 Greiner fu il primo tenore in questo teatro. Nello stesso anno si trasferì a Berlino al Königsstädtisches Theater e vi rimase fino alla primavera 1836. Dopo alcune contestazioni riguardanti la messa in scena, Greiner lasciò quel teatro. Intraprese un lungo tour attraverso la Germania e l'Austria. Fu scritturato per un anno al Teatro Municipale di Bruno e nel 1839 arrivò al Teatro di Corte di Dessau. Lì si esibì come cantante e attore. Nel 1841, su richiesta della duchessa Federica di Prussia, divenne pure direttore di questo teatro.
Nei tempi politicamente difficili del 1848 Greiner lasciò Dessau e andò presso Chéri Maurice ad Amburgo nel Teatro Thalia. Nella primavera del 1849, si esibì però nel Teatro Comunale di Magonza e lo diresse fino al 1852. Fino al 1855 lavorò presso il teatro di Friburgo in Brisgovia e, poi per quattro anni al Teatro di Aquisgrana. La stagione 1859-60 era nel Teatro vecchio di Düsseldorf.
Nell'estate 1861, Greiner tornò ad Aquisgrana, dove ridusse il numero dei suoi ruoli. Lì morì l'11 febbraio 1862 e vi fu sepolto.

### Discendenza
Michael Greiner ebbe una relazione con l'attrice Katharina Tomaselli nella primavera del 1837. Nel febbraio 1838 nacque la figlia illegittima, Josefine Gallmeyer, poi anche essa attrice.

## Interpretazioni
Eisenberg scrive di lui:
- Ruolo del titolo in Fra Diavolo di Daniel Auber[2]
- Rodrigo ne La donna del lago di Rossini[2]